# Wilhelm Hasse

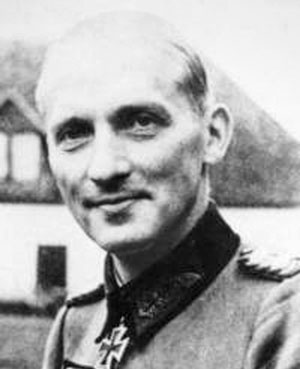
Wilhelm Hasse, General der Infanterie

Wilhelm Otto Oswald Hasse (* 24. November 1894 in Neiße; † 21. Mai 1945 in Pisek) war ein deutscher General der Infanterie der Wehrmacht im Zweiten Weltkrieg.

## Leben
Hasse trat am 6. Oktober 1913 als Fahnenjunker in das Füsilier-Regiment „Königin“ (Schleswig-Holsteinisches) Nr. 86 der Preußischen Armee ein. Zur Ausbildung wurde er am 1. Juli 1914 an die Kriegsschule Kassel kommandiert. Der Ausbruch des Ersten Weltkriegs machte eine vorzeitige Rückkehr zu seinem Stammregiment notwendig und Hasse wurde dort ab 8. August 1914 zunächst als Zugführer verwendet. Nach einer Verwundung erfolgte am 4. Oktober 1914 seine Beförderung zum Leutnant. Im weiteren Kriegsverlauf wurde er nochmals verwundet, diente ab 1917 als Stabsoffizier und erhielt für seine Verdienste neben dem Eisernen Kreuz beider Klassen auch das Ritterkreuz des Königlichen Hausordens von Hohenzollern mit Schwertern sowie das Hanseatenkreuz der Stadt Hamburg und das Verwundetenabzeichen in Schwarz.
Nach Kriegsende und der Demobilisierung seines Regiments war Hasse zunächst in einem Freikorps tätig, ehe er im August 1919 in die Vorläufige Reichswehr übernommen wurde. Im Februar 1927 wurde Hasse zum Hauptmann befördert, im Februar 1934 zum Major, im August 1936 zum Oberstleutnant und im März 1939 zum Oberst.
Beim deutschen Überfall auf Polen wurde Hasse Erster Generalstabsoffizier der 2. Armee, die bereits am 2. September 1939 in Heeresgruppe Nord umbenannt wurde. Im Dezember 1940 wurde er Generalstabschef der 18. Armee. Mit dieser nahm er am Überfall auf die Sowjetunion im Juni 1941 teil, später auch an der Belagerung Leningrads.
Im Februar 1942 wurde Hasse zum Generalmajor, im Januar 1943 zum Generalleutnant befördert und anschließend in die Führerreserve versetzt. Erst im November 1943 kam er wieder zu einem Einsatz als Befehlshaber der 30. Infanterie-Division. Im Juli 1944 wurde ihm das Kommando über das II. Armeekorps übertragen. Mit der Ernennung zum General der Infanterie im August 1944 wurde Hasse zum Kommandierenden General dieses Korps; im selben Monat wurde er mit dem Ritterkreuz des Eisernen Kreuzes ausgezeichnet. Er führte das II. Armeekorps während der ersten drei Kurlandschlachten. Am 15. Januar 1945 wurde Hasse wieder in die Führerreserve versetzt; am Vortag erhielt er das Eichenlaub zum Ritterkreuz (698. Verleihung).
Am 30. März 1945 übernahm Hasse die 17. Armee, die zu diesem Zeitpunkt in seiner schlesischen Heimat kämpfte, aber nur noch aus Resten bestand. Anfang Mai 1945 wurde er schwer verwundet und geriet in sowjetische Kriegsgefangenschaft. Dort erlag er am 21. Mai 1945 im Lager Pisek seinen Verletzungen.